# Amazing blue
『amazing blue』（アメイジング・ブルー）は、アンティック-珈琲店-の2枚目のミニアルバム。2012年8月8日にソニー・ミュージックエンタテインメントから発売された。

## 解説
2010年1月に活動休止して以後初となる作品、またレコード会社移籍後初となる作品。これまでリリースされた作品はインディーズレーベル、ミュージックレインからの発売だったため、実質のメジャーデビュー作品となった。ミニアルバムとしては2005年の『飴玉ロック』以来7年ぶり、スタジオアルバムとしては2009年の『BBパラレルワールド』以来3年ぶり。アンティック-珈琲店-初のシングル未収録アルバム。
2012年4月1日に活動再開のコメントが発表された際に、同時に本作品のリリースもアナウンスされた。その後7月14日にタイトルや収録曲が発表された。
初回限定盤はメンバーコント収録曲「アメージングブルー」のPV等が収録されたDVD付き。通常盤は初回限定でメンバー写真をランダム封入。

## 収録曲
全作詞：みく
1. アメージングブルー
  - 作曲：カノン、編曲：toku

タイトル曲。
2. 咲 -saku-
  - 作曲：takuya、編曲：千葉"naotyu-"直樹
3. バードの悲劇
  - 作曲：takuya、編曲：千葉"naotyu-"直樹
4. じぶん説明書
  - 作曲：輝喜、編曲：千葉"naotyu-"直樹
5. 月に叢雲、花に風
  - 作曲：カノン、編曲：toku
6. 某Kメンタルクリニック
  - 作曲：カノン、編曲：toku
7. 夏の終わり
  - 作曲：takuya、編曲：toku

### 初回限定盤DVD
- メンバーコント　「輝喜七変化」ディレクターズカット版
- ミュージックビデオ
- MVメイキング